# Vanir
 For gruppen af guder i nordisk mytologi, se Vaner.
Vanir er et dansk melodisk dødsmetalband. Gruppens tekstunivers tager udgangspunkt i nordisk mytologi og vikingernes gøren og laden. Dette tema går igen i det grafiske materiale på album-cover og lignende.
Vikingetemaet kom tidligere også til udtryk i sceneshowet, hvor samtlige bandmedlemmer var iført scenekostumer som ringbrynjer og tøj af læder og hør.
Bandet har udgivet 6 album, hvor det seneste er Sagas fra 2022.

## Medlemmer
- Mikael Christensen – Bas, backing vokal
- Michael Lundquist – Guitar,
- Mads Andersen – Guitar
- Martin Holmsgaard Rubini – Vokal
- Jon Elmquist Schmidt - Trommer
- Stefan Dujardin - Keys

### Tidligere medlemmer
- Andreas Bigom – vokal, keytar
- Mike Kirkeby Pedersen – vokal
- Sabrina Glud - violin
- Magnus -  guitar
- Lasse Guldbæk Heiberg -  Guitar
- Daniel Fevre Kronskov - trommer
- Phillip Kaaber - rytmeguitar
- Lars Bundvad - basguitar

## Diskografi

### Albums
- 2010 – Jormungandr (EP)
- 2011 – Særimners Kød (11. april)
- 2012 – Onwards Into Battle (10. september)
- 2014 - Glorious Dead
- 2016 - Aldar Rök
- 2019 - Allfather (februar)[1]
- 2022 - Sagas (11. marts)[1]
- 2024 - Epitome (februar)

### Diskografi
- 2011 ”Drikkevisen”
- 2011 "Heimdals Kvad"
- 2019 - MCCXIX